# لويس لانكستر
لويس لانكستر (بالإنجليزية: Lewis Lancaster)‏ هو أكاديمي أمريكي، ولد في 27 أكتوبر 1932.